# Blue Ain't Your Color
Blue Ain't Your Color è un singolo del cantante australiano Keith Urban, pubblicato nel 2016 ed estratto dall'album Ripcord.
La canzone è stata scritta da Steven Lee Olsen, Hillary Lindsey e Clint Lagerberg.

## Tracce
1. Blue Ain't Your Color – 3:50